# カーメロ・ロブレド
カーメロ・ロブレド（Carmelo Ambrosio Robledo、1912年7月13日 - 1981年頃）は、アルゼンチンのボクシング選手であり、1928年のアムステルダムオリンピックと1932年のロサンゼルスオリンピックに出場した。
1928年はバンタム級に出場したが、準々決勝で敗退した。
4年後の1932年にはフェザー級に出場し、決勝でドイツのジョセフ・シュレンコファーを破って金メダルを獲得した。